# Dajen
Dajen är en sjö i Kinda kommun i Östergötland och ingår i Storåns huvudavrinningsområde.